# Pedioplanis inornata
Pedioplanis inornata — вид ящірок родини ящіркових (Lacertidae). Мешкає в Намібії і Південно-Африканській Республіці.

## Опис
Довжина ящірки Pedioplanis inornata (без врахування хвоста) становить 45-50 мм, хвіст більш ніж удвічі довший за решту тіла. На нижній повінці є прозере "віконце", що складається з 2-4 великих напівпрозорих лусок. Верхня частина тіла рівномірно сірувато-коричнева, на боках є бладо-зеленуваті плями.

## Поширення і екологія
Pedioplanis inornata мешкають на півдні Намібії та на північному заході ПАР. Вони живуть в сухих чагарникових заростях нама-кару і сукулент-кару. Зустрічаються на висоті від 50 до 1500 м над рівнем моря. Вдень ящірки шукають їжу на землі і ховаються під камінням або біля підніжжя чагарників. 